# ジョー・ファルクス
ジョセフ・フランクリン・ファルクス (Joseph Franklin Fulks、1921年10月26日 - 1976年3月21日) は、アメリカ合衆国の元プロバスケットボール選手。身長196cm、体重86kg。ポジションはパワーフォワード。
北米プロリーグNBAの前身であるBAA創立時（1946年）から第一線で活躍し続けた往年の名選手であり、プロキャリアの全てを過ごしたフィラデルフィア・ウォリアーズ（現ゴールデンステート・ウォリアーズ）を初代BAAチャンピオンシップに導いた。彼のプレースタイルが後世に与えた影響の大きさから"現代ゲームの父"、"バスケットボール界のベーブ・ルース"とも称される。現在のバスケットボールの主要得点手段であるジャンプシュートのパイオニアであり、"Jumping Joe"の愛称で知られた。

## 経歴

### 生い立ち・学生時代
ジョセフ・フランクリン・ファルクスは1921年、ケンタッキー州の小さな田舎町、バーミンガムの農家の子として生まれた。幼少期は狩猟と釣りの日々を過ごしたファルクスは8歳のときに観戦した地元バーミンガム高校のバスケットボールの試合にたちまち魅了されたが、家が裕福ではなかったためにすぐにバスケット用のボールを手に入れることが出来なかった。学校のコーチは屋外のバスケットコートのゴールネットが裂かれていることを不審に思い、ある日教室に隠れて見張っていたところ、リムに向かって空き缶やレンガを投げ付けているファルクス少年の姿を発見。コーチはすぐさま少年の才能を見抜き、彼に使い古されたバスケットボールを与えた。地元にはユースチームがなかったため、高校進学まではストリートボールに明け暮れる日々を送った。
マーシャル郡高校のバスケットコーチにとって身長6フィート（183cm）の1年生が見せる飛び跳ねながら打つシュートは邪魔でしかなく（当時はジャンプを伴わないセットシュートが基本だった）、そのためファルクスは試合中は自身を抑制しながらプレーすることを強制された。しかしダム建設のためにバーミンガムが湖の底に沈むことが決まり、一家がクッタワに引越したところ、クッタワ郡高校に転校したファルクスへの評価は一変。196cmまで身長が伸びたファルクスは"クワッタ・クリッパー"の異名を頂戴する強力なスコアラーとなり、最終学年にはチームを州チャンピオンシップに導き、自身も得点に関する様々な州の記録を打ち立てた。大学はマレー州立大学でプレーし、3年間、計47の試合で平均13.2得点、通算621得点を記録。NIAIバスケットボール殿堂、マレー州バスケットボール殿堂入りを果たしている。
1943年には海兵隊に入隊。グアム島、硫黄島などの南太平洋で勤務しながら、選手として海兵隊オールスターチームでプレイし、帰国後はツアーで全米を回った。この頃にはプロリーグ関係者の間で、シュートを打つときにわざわざジャンプし、ボールにスピンを掛ける選手の存在が噂されるようになった。

### フィラデルフィア・ウォリアーズ
1946年、東海岸の都市を基盤とするプロバスケットボールリーグ、BAA（後のNBA）が誕生。そのオリジナルチームの一つであったフィラデルフィア・ウォリアーズのオーナー、エディー・ゴッドリーブは毎晩ゴールと客席を埋められるスター選手を探しており、その彼の目に留まったのがジャンピング・ジョーだった。ゴッドリーブはファルクスに年5,000ドルの契約を持ちかけ、さらに8,000ドルと新車のボーナスを付けた。ファルクスは契約にサインし、ウォリアーズとBAAの創立メンバーとなった。
生まれたてのリーグにおいて24歳のファルクスの存在は際立っていた。BAA元年である1946-47シーズン、ファルクスは平均23.2得点をあげてリーグ1位となる。これは2位のボブ・フィーリック（ワシントン・キャピタルズ）が記録した16.8得点に6.4点差をつける圧倒的な成績だった。またフィールドゴール試投数・成功数、フリースロー試投数・成功数、シーズン通算得点とあらゆるスタッツでリーグ1位に輝き、初代得点王に輝いている（当時の得点王、アシスト王などのスタッツリーダーは、平均ではなく通算で決められていた）。また1月14日のトロント・ハスキーズ戦ではシーズンハイの41得点をあげ、30得点以上は12試合で記録した。当時のBAAには個人賞はオールBAAチームしかなく、ファルクスはもちろんオールBAA1stチームに選出されるが、もし当時新人王やMVPがあったならば、ファルクスにはその初代の栄冠に輝く資格は充分にあった。当時のウォリアーズはほぼファルクスのワンマンチームであり、このシーズンに平均二桁得点を記録したのはファルクスのみだったが、35勝25敗の成績でデビジョン2位の好位置につけると、プレーオフではセントルイス・ボンバーズ、ニューヨーク・ニックスを破ってNBAファイナルに進出。初代BAAチャンピオンの座を賭けてシカゴ・スタッグスと対戦した。ファルクスは第1戦で37得点、第3戦で26得点、第5戦で34得点と次々と高得点を叩き出してチームを牽引し、3勝2敗でスタッグスを破って見事にチームをファイナル制覇に導いた。
翌1947-48シーズンもファルクスは平均22.1得点をあげて好調を維持したが、故障欠場したことが響いて通算ではスタッグスのマックス・ザスロフスキーに及ばず、2年連続の得点王は逃した。デビジョン1位となる27勝21敗の成績を記録したウォリアーズは2年連続のファイナル進出を果たすも、ボルティモア・ブレッツの前に敗退している。ファルクスの全盛期は1948-49シーズンに訪れ、彼はこのシーズンに平均26.0得点（このシーズンにBAAに加入したミネアポリス・レイカーズ所属のジョージ・マイカンに次ぐリーグ2位）を記録。特筆すべきは2月10日のインディアナポリス・ジェッツ戦で記録した63得点であり、これは1959年にエルジン・ベイラーに破られるまでリーグ歴代最高記録だった。このシーズンを境にファルクスのパフォーマンスには明らかな低下が見られ、その後のシーズンは平均11.9〜18.7得点に留まり、そして出場時間を大幅に制限され平均2.5得点まで成績が落ち込んだ1953-54シーズンを最後に、現役から引退した。キャリア通算8,003得点は当時ジョージ・マイカンに次ぐ歴代2位の記録だった。

### 引退後
現役引退後はケンタッキー州カルバート・シティにあるGAF社の生産主任を務めた後、同州エディヴィル刑務所のレクリエーション・ディレクターとしてマーシャル郡に戻った。
1976年3月21日、彼が少年時代を過ごしたクワッタで、知人の女性の息子と口論となり、拳銃で撃たれ死亡。54歳没。
1978年にファルクスの殿堂入りが発表された。

## 業績
彼らは私にボールを与える。私はそれを撃つ。それだけのことさ。    ―ジョー・ファルクス
ファルクスはジャンプシュートの発案者ではなかったが、ジャンプシュートのパイオニアとして真っ先に挙げられる選手であり、多くの選手が足を地面に付けたまま放つセットシュートを多用していた当時、地面から跳び上がり、空中で手から手へと持ち替えることでスピンが掛けられたボールが次々とネットを揺らす光景はファンと選手の度肝を抜き、ファルクスの登場はバスケットボールという競技そのものに変革をもたらした。また24秒バイオレーションのルールがなく、チームの1試合平均得点がおよそ80点を推移していた時代に毎晩のように高得点をあげるファルクスの姿は、より大きな印象を観る者に与えた。

### 主な記録・受賞
- BAA/NBA通算成績
  - 8シーズン489試合出場
  - 8,003得点（平均16.4得点）
  - 1,379リバウンド（平均5.3リバウンド） ※1950-51シーズンからの計測
  - 587アシスト（平均1.2アシスト）
- BAA得点王：1947年
- NBAオールスターゲーム：1951年, 1952年
- オールBAA1stチーム：1947年〜1949年
- オールNBA2ndチーム：1951年
- BAAファイナル制覇：1947年
- バスケットボール殿堂：1978年

## 個人成績
| *      | リーグ1位       |
| 太字   | キャリアハイ    |
| dagger | NBAチャンピオン |

### レギュラーシーズン
| Season   | Team     | GP  | MPG  | FG%  | FT%   | RPG | APG | PPG   |
| -------- | -------- | --- | ---- | ---- | ----- | --- | --- | ----- |
| 1946-47  | PHW      | 60  | –    | .305 | .730  | –   | .4  | 23.2* |
| 1947-48  | PHW      | 43  | –    | .259 | .762  | –   | .6  | 22.1* |
| 1948-49  | PHW      | 60  | –    | .313 | .787  | –   | 1.2 | 26.0  |
| 1949-50  | PHW      | 68  | –    | .278 | .696  | –   | .8  | 14.2  |
| 1950-51  | PHW      | 66  | –    | .316 | .855* | 7.9 | 1.8 | 18.7  |
| 1951-52  | PHW      | 61  | 31.2 | .312 | .825  | 6.0 | 2.0 | 15.1  |
| 1952-53  | PHW      | 70  | 29.8 | .346 | .727  | 5.5 | 2.0 | 11.9  |
| 1953-54  | PHW      | 61  | 8.2  | .266 | .571  | 1.7 | .5  | 2.5   |
| Career   | Career   | 489 | 23.4 | .302 | .766  | 5.3 | 1.2 | 16.4  |
| All-Star | All-Star | 2   | 9.0  | .409 | .700  | 6.0 | 2.5 | 12.5  |

### プレーオフ
| Year   | Team   | GP | MPG  | FG%  | FT%  | RPG | APG | PPG   |
| ------ | ------ | -- | ---- | ---- | ---- | --- | --- | ----- |
| 1947   | PHW    | 10 | –    | .288 | .787 | –   | .3  | 22.2* |
| 1948   | PHW    | 13 | –    | .242 | .810 | –   | .2  | 21.7* |
| 1949   | PHW    | 1  | –    | .000 | .000 | –   | .0  | .0    |
| 1950   | PHW    | 2  | –    | .192 | .500 | –   | 1.0 | 7.5   |
| 1951   | PHW    | 2  | –    | .327 | .741 | 8.0 | .5  | 26.0  |
| 1952   | PHW    | 3  | 23.3 | .152 | .778 | 4.0 | .7  | 5.7   |
| Career | Career | 31 | 23.3 | .258 | .782 | 5.6 | .4  | 19.0  |